# Maringes
Maringes ist eine französische Gemeinde mit 679 Einwohnern (Stand: 1. Januar 2022) im Département Loire in der Region Auvergne-Rhône-Alpes (vor 2016 Rhône-Alpes). Sie gehört zum Arrondissement Montbrison und zum Kanton Feurs. Die Einwohner werden Maringeons genannt.

## Geografie
Die Gemeinde Maringes liegt am Südwestrand der Monts du Lyonnais an der Grenze zum Département Rhône, etwa 27 Kilometer nordnordwestlich von Saint-Étienne und 48 Kilometer westsüdwestlich von Lyon in der historischen Provinz Forez. Umgeben wird Maringes von den Nachbargemeinden Virigneux im Norden, Meys im Nordosten, Viricelles im Osten, Chazelles-sur-Lyon im Südosten und Süden, Bellegarde-en-Forez im Südwesten und Westen sowie Saint-Cyr-les-Vignes im Westen und Nordwesten.

## Bevölkerungsentwicklung
| Jahr                       | 1962 | 1968 | 1975 | 1982 | 1990 | 1999 | 2006 | 2016 | 2022 |
| -------------------------- | ---- | ---- | ---- | ---- | ---- | ---- | ---- | ---- | ---- |
| Einwohner                  | 540  | 478  | 434  | 434  | 464  | 566  | 606  | 670  | 679  |
| Quellen: Cassini und INSEE |      |      |      |      |      |      |      |      |      |

## Sehenswürdigkeiten

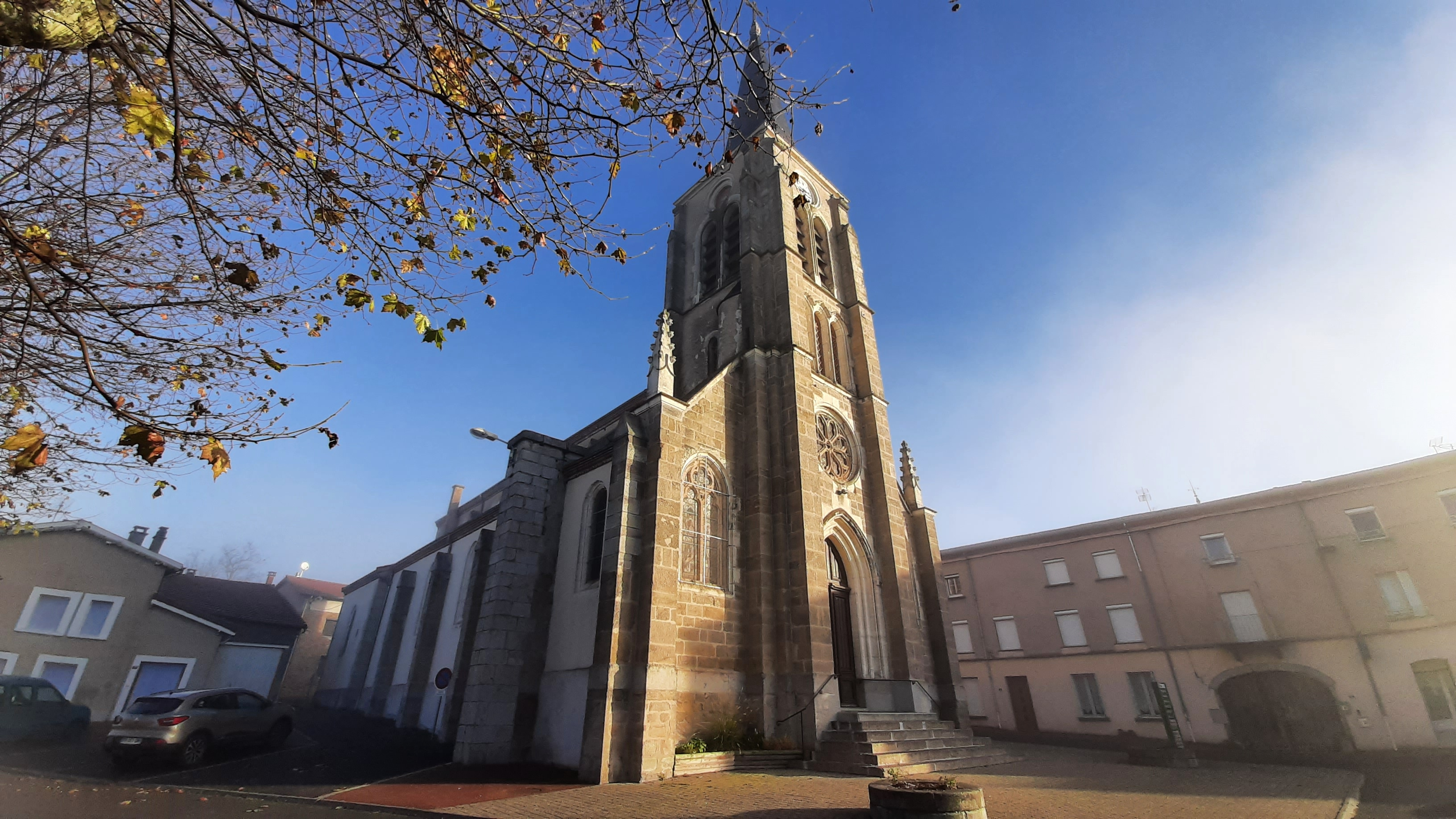
Kirche Saint-Laurent
- Kapelle Saint-Roch

- Kirche Saint-Laurent